# کاتانا
کاتانا (یا کِتانا) (در ژاپنی: 刀، انگلیسی: Katana) نام یک نوع شمشیر ژاپنی است که از قرن ۱۳ میلادی مورد استفاده ساموراییها بوده‌است.

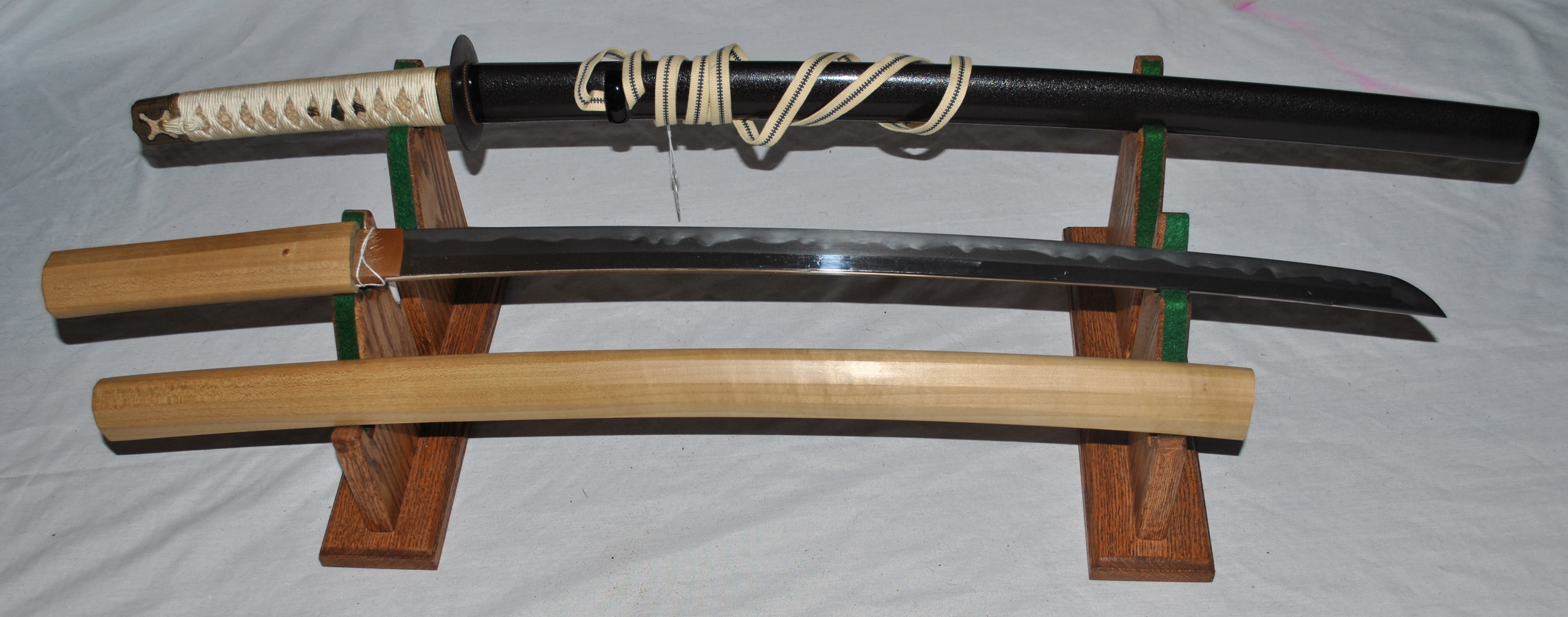
یک کاتانا مربوط به سده‌های ۱۶ و ۱۷ به‌همراه سایا

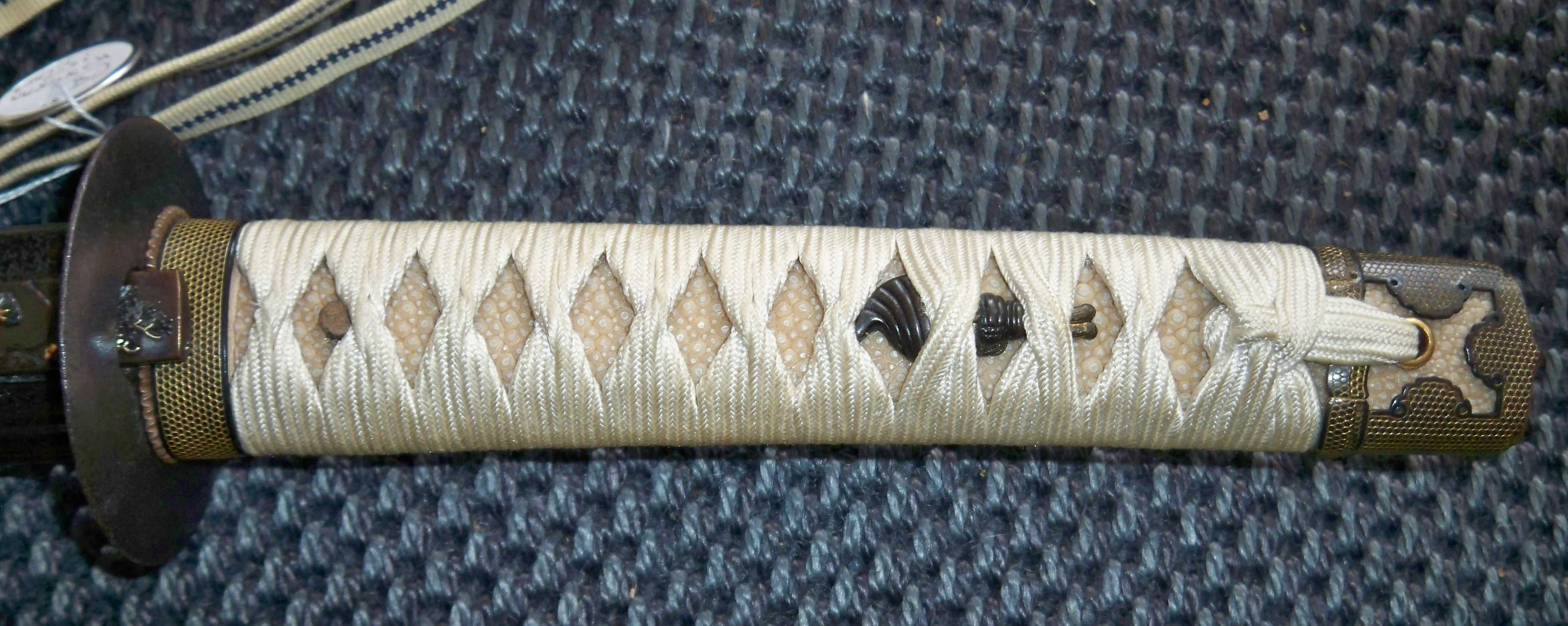
دستهٔ کاتانای سدهٔ نوزدهمی که به یک سفیر اعطاء شده‌بود.

## تقسیم‌بندی شمشیرهای ژاپنی
شمشیرهای ژاپنی اصولاً بر سه پایه طبقه‌بندی و تقسیم می‌شوند.

### تقسیم‌بندی بر پایهٔ اندازهٔ تیغهٔ آن
تمام شمشیرهای ژاپنی بر این پایه تولید می‌شوند. چیزی که شمشیرهای ژاپنی را از یکدیگر متمایز می‌کند طول تیغهٔ آن‌هاست. شمشیرهای ژاپنی با واحد شَکو (به ژاپنی: Shaku) اندازه‌گیری می‌شوند (۱ شکو تقریباً برابر با ۳۰٫۳ سانتیمتر یا ۱۱٫۹۳ اینچ، یعنی اندکی کمتر از یک فوت (پا) است). همچنین، برای دقت بیشتر هر «سان»، «بو» و «رین» (به‌ترتیب برابر با یک‌دهم، یک‌صدم و یک‌هزارم شَکو) مورد استفاده قرار می‌گیرد (به سانتی متر طول کلی کاتانا حدودا 98 الی 103 می باشد). برای مثال:
- تیغهٔ کمتر از یک شَکو (حدود ۳۰ سانتیمتر) یک تانتو (خنجر) نامیده می‌شود.
- تیغهٔ بزرگ‌تر بین یک تا دو شَکو (یعنی تقریباً بین ۳۰ تا ۶۰٫۶ سانتیمتر) شوتو (شمشیر کوتاه) نامیده می‌شود. معروف‌ترین انواع شوتو شمشیرهای «واکیزاشی» و «کوداچی» هستند.
- تیغهٔ بلندتر از دو شَکو (حدود ۶۰٫۶ سانتیمتر) دایتو (شمشیر دراز) نامیده می‌شود. شمشیرهای «کاتانا» در این بخش قرار می‌گیرند که متداول‌ترین نوع شمشیر ژاپنی هستند.
- تیغهٔ بلندتر از سه شَکو (حدود ۹۰ سانتیمتر) آداچی یا نوداچی خوانده می‌شوند. این‌گونه شمشیرها استفادهٔ چندانی ندارند.

### تقسیم‌بندی بر پایه نوع سبک رزمی مدرسه سامورایی و استان سازنده آن
از نوع شمشیر ژاپنی، می‌توان به محل ساخت و مدرسه سامورائی که شمشیر در آن ساخته شده‌است پی برد.
در واقع هر شش مدرسه معروف و صاحب سبک سامورائی، یعنی مدرسه سوشو، مدرسه یاماتو، مدرسه بیزن، مدرسه یاماشیرو، مدرسه مینو و مدرسه واکیمونو که هر کدام در استان‌هایی به همین نام متمرکز بودند، به‌خاطر خواص منحصر به فرد شمشیرهای خود مشهور بودند. برای مثال شمشیرهایی که در استان مینو ساخته می‌شدند به دلیل قدرت بسیار بالای برندگی یا شمشیرهای استان یاماتو به‌خاطر خسته نشدن دست و سبکی شمشیر معروف بودند.
همچنین هر یک از این مدارس امضاء مخصوص مدرسهٔ خود را بر روی شمشیرهایشان حک می‌کردند.

### تقسیم‌بندی بر پایهٔ سیر و زمان ساخت آن
- تا قبل از سال ۹۷۸ میلادی: در این سال‌ها شمشیرهای «چوکاتو» یا «جوکوتو» که دارای تیغه‌ای صاف و شکل‌های غیرمعمول و عجیب بودند، رواج بسیار داشتند.
- از ۹۷۸ تا ۱۵۹۷ میلادی: در این سال‌ها شمشیرهای موسوم به «کوتو» متداول گشت. در این دوره تاریخی هنر شمشیرسازی ژاپن به شکوفایی قابل توجهی رسید. گونه‌های اولیه «کوتو» شکل‌های نامناسبی داشتند، به‌طوری‌که دسته‌های شمشیر شکلی منحنی‌وار داشت. این شمشیرها همچنین در ابتدا در دست کمی سنگین بودند ولی بعدها اشکالاتشان بهبود قابل توجهی یافت و تغییراتی اساسی در شکل کوتوها ایجاد شد.
- از ۱۵۹۷ تا ۱۷۶۰ میلادی: در این سال‌ها شمشیرهای موسوم به «شینتو» که به زبان ژاپنی به معنای «شمشیر جدید» بود متداول گشت. اما از لحاظ کیفیت، این شمشیرها در مقام پایین‌تری نسبت به شمشیرهای «کوتو» قرار داشتند و سامورایی‌های متمول همچنان از شمشیرهای «کوتو» استفاده می‌کردند.
- از ۱۷۶۰ تا ۱۸۷۶ میلادی: در این سال‌ها نوع جدید و بهبود یافته شمشیرهای «کوتو» طراحی و ساخته‌شد که اصولاً «شین شینتو» یا «شمشیرهای جدید جدید» نام گرفتند. این شمشیرها از شمشیرهای «شینتو» کیفیتی بالاتر داشتند اما همچنان شمشیرهای «کوتو» حرف اول را می‌زدند.
- از ۱۸۷۶ تا امروز: بعد از وضع قانون هایتوره‌ای که حمل سلاح و شمشیر در میدان‌های شهر را ممنوع می‌کرد، تیغه‌هایی که به صورت کارخانه‌ای ساخته می‌شدند را به صورتی استهزاءآمیز «گانتو» نامیدند. «گانتو» ها که بیشتر به شمشیرهای سواره نظام کشورهای فرانسه و انگلیس شبیه بودند تا کتاناها (اگر چه «گانتو» ها شکل شمشیرهای کتانا را نیز تا حد زیادی حفظ می‌کردند) اندازه‌ای کوتاه‌تر از شمشیرهای «شینتو» و «شین شینتو» داشتند.

## نگارخانه

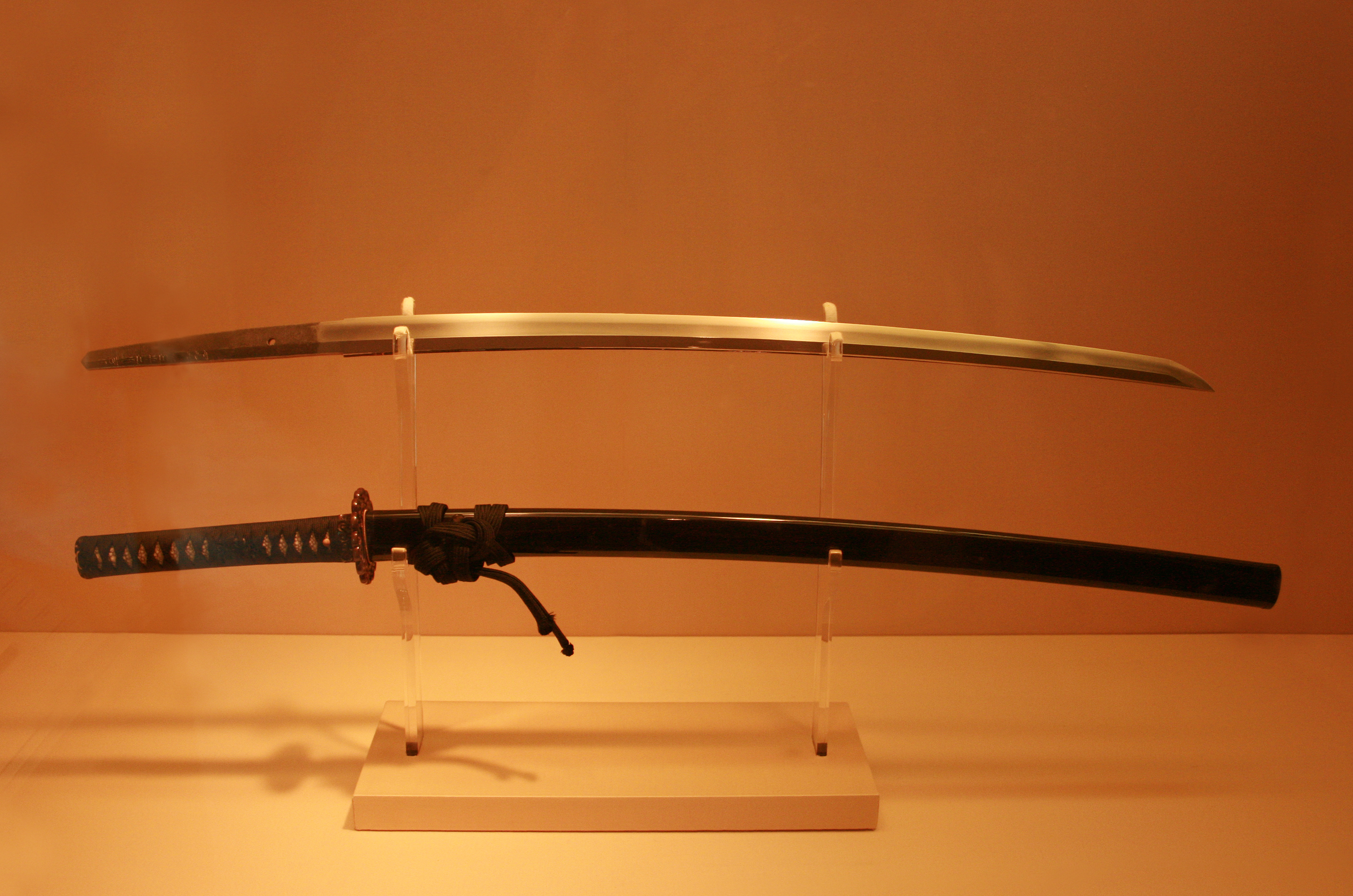
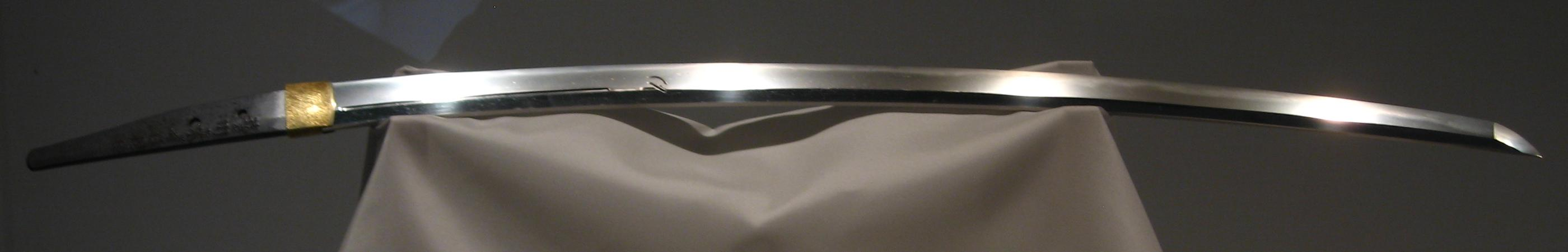
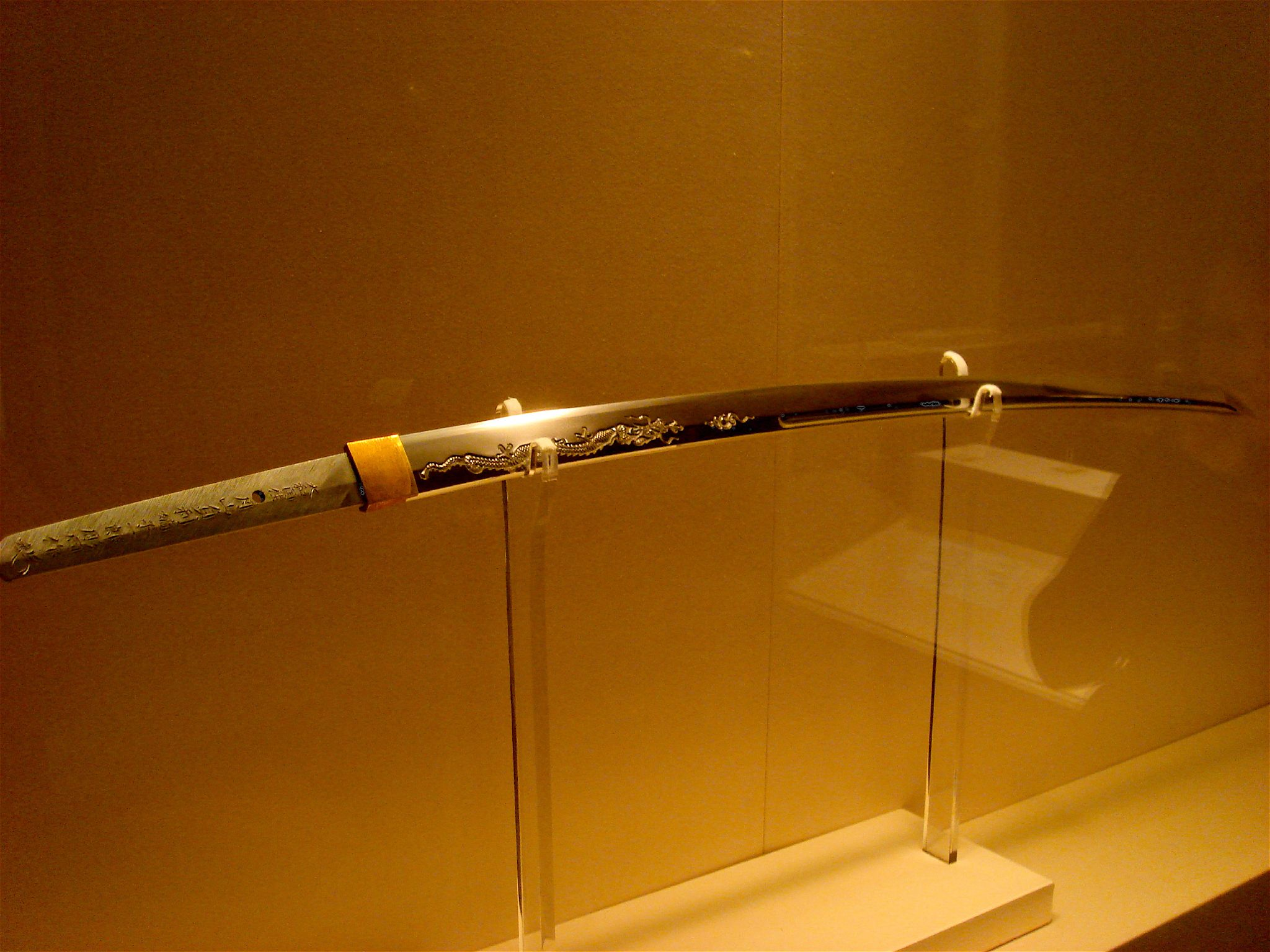

## نام چند تن از معروف‌ترین سازندگان کاتانا
- ماسامونه
- موراماسا
- آماکونی
- مونه چیکا